# Federico Pereyra (calciatore)
Federico Hernán Pereyra (Río Cuarto, 4 gennaio 1989) è un calciatore argentino, difensore del Deportes Temuco.

## Palmarès

### Club

#### Competizioni nazionali
- Primera B: 1

Coquimbo Unido: 2021